# 保羅·科士打
保羅·科士打（英語：Paul Foster，1967年12月18日—），是一名退役澳洲足球運動員，司職前鋒，曾3次奪得香港甲組足球聯賽神射手，現時擔任香港甲組足球聯賽球會傑志的技術總監 。胞弟基力·科士打是前澳洲國家足球隊國腳。

## 球員生涯
保羅·科士打出身於澳洲體育學院，1989年於南墨爾本展開球員生涯，之後效力過陽光佐治十字與阿維拿。
1994-95年度球季，季中加盟香港甲組足球聯賽球會傑志，上陣16場射入8球，表現引起商業大軍快譯通青睞，一季後羅致旗下，科士打繼續有出色表現，連續三年贏得香港甲組足球聯賽神射手。
在香港效力期間多次入選香港聯賽選手隊，其中於1998年賀歲盃足球賽，港聯於年初一初賽出戰智利國家足球隊，科士打上演帽子戲法，協助香港聯賽選手隊以3-1反勝智利晉級決賽。而有出色表現的科士打更聲名遠播，成為數支外隊挖角的對象，成為一時佳話。
1997-98年度球季結束後，科士打未獲快譯通續約，遂返回澳洲加盟澳洲國家聯賽球會北部精神，翌季轉投布里斯班前鋒，至2002年掛靴。

## 教練生涯
科士打退役後，在澳洲足球協會擔任澳洲U21青年軍教練。
2010年夏天，科士打帶同女朋友重返香港，執教重返甲組作賽的業餘球隊港會。
香港足球總會於2011年8月宣布，聘請科士打擔任由有資格代表香港參加2013年東亞運動會的球員加上外援組成的香港甲組足球聯賽新球隊港菁主教練。
重返甲組的老牌球會愉園，由於開季成績只得一和三負，於2013年10月初宣布阿根廷教練沙治奧改任球會技術總監，並委任科士打出任主帥一職。不足兩個月之後，科士打於12月初表示因與愉園管理層意見不合，用人亦受到干預，宣布辭職。傑志總領隊伍健於12月8日公布，成功邀請科士打重返傑志，成為球會的技術總監，將會負責技術支援工作。

## 個人榮譽
- 香港甲組足球聯賽神射手 3次（1995-96、1996-97、1997-98季度）[6]

## 外部連結
- 澳洲足球員資料庫（页面存档备份，存于）（英文）